# Pseudozumia indica
Pseudozumia indica är en stekelart som först beskrevs av Henri Saussure 1856.  Pseudozumia indica ingår i släktet Pseudozumia och familjen Eumenidae.

## Underarter
Arten delas in i följande underarter:
- P. i. borneana
- P. i. continentalis
- P. i. wallacea